# Lindbergella
Lindbergella Bor é um género botânico pertencente à família Poaceae.

## Sinônimo
- Lindbergia Bor (SUH)